# Gare de Laroche - Migennes
Gare de Laroche - Migennes vasútállomás Franciaországban, Migennes településen.

## Vasútvonalak
Az állomást az alábbi vasútvonalak érintik:
- Párizs–Marseille-vasútvonal
- Laroche-Migennes-Cosne-vasútvonal

## Kapcsolódó állomások
A vasútállomáshoz az alábbi állomások vannak a legközelebb:
- Gare d’Auxerre-Saint-Gervais (Gare de Corbigny)
- Gare d’Auxerre-Saint-Gervais (Gare d’Avallon)
- Gare de Sens (Paris Gare de Bercy)
- Gare de Monéteau - Gurgy
- Gare de Chemilly - Appoigny
- Gare de Saint-Florentin - Vergigny
- Gare de Joigny